# Vozovna Poruba
Vozovna Poruba je tramvajová a autobusová vozovna v Ostravě, kterou provozuje Dopravní podnik Ostrava (DPO). Nachází se ve čtvrti Poruba.

## Historie
S výstavbou nové vozovny se začalo počítat při nákupu nových tramvají typu T, pro něž nevyhovovala vozovna Moravská Ostrava a které potřebovaly moderní zázemí. S výstavbou vozovny podle návrhu architekta Miroslava Drofy se začalo v roce 1955, sloužit začala v roce 1960 a celá výstavba byla ukončena roku 1962. Vozovna vznikla jako průjezdná, s dohromady dvaceti čtyřmi kolejemi. Její kapacita byla oficiálně 192 vozů, avšak do tohoto počtu se započítávaly i například koleje určené pro opravy a jiné akce. Po dokončení byly do této vozovny přednostně umístěny tramvaje typu T. Až v době, kdy byl jejich počet vyšší, se tyto vozy začaly umisťovat i do druhé ostravské vozovny.